# Чукоккала
«Чуко́ккала» — рукописный альманах, составлявшийся Корнеем Чуковским с 1914 по 1969 год. Содержит автографы поэтов, писателей, музыкантов, художников и других выдающихся людей XX века.

## История создания
С 1906 года Корней Иванович жил в небольшом финском местечке Куоккала. К нему часто приезжали друзья, знакомые — известные поэты, писатели, артисты, художники — и хозяин дома просил их оставить автограф в специально заведённой для этого тетради. Название для альманаха придумал сосед Чуковского — Илья Репин. Репин принимал активное участие в составлении альманаха и под первым же своим рисунком (от 20 июля 1914 года) сделал подпись: «И.Репин. Чукоккала». Слово составлено из начального слога фамилии Чуковского и названия посёлка.
Перечень участников «Чукоккалы» огромен. В их число входят:
- Александр Блок;
- Анна Ахматова;
- Борис Пастернак;
- Осип Мандельштам;
- Андрей Белый;
- Иван Бунин;
- Максимилиан Волошин;
- Николай Гумилёв;
- Максим Горький;
- Владимир Маяковский;
- Алексей Толстой;
- Виктор Шкловский;
- Александр Солженицын;
- Фёдор Шаляпин;
- Юрий Анненков;
- Александр Бенуа;
- Всеволод Мейерхольд;
- Герберт Джордж Уэллс;
- Артур Конан Дойль

и многие другие. Нередко они выступают на страницах «Чукоккалы» в непривычном амплуа:

Шаляпин здесь не поет, а рисует, Собинов пишет стихи. Трагический лирик Блок пишет шутливую комедию. А песнопевец Михаил Исаковский предстает перед нами как мастер смешного бурлеска. Прозаик Куприн становится здесь стихотворцем.— Из предисловия К. Чуковского к первому изданию альманаха
«Чукоккала» полна юмора: здесь можно увидеть шуточные экспромты, шаржи, пародии, эпиграммы, реплики из шутливой перепалки её авторов. Но есть в ней и горькие, пессимистичные или резкие, язвительные высказывания «о наболевшем». Само собой, цензорам они должны были показаться крамольными, да и сам факт присутствия на страницах альманаха автографов опальных, запрещённых авторов делал её публикацию совершенно невозможной. Поэтому «Чукоккала» долгое время не покидала дом своего владельца.
Большинство рисунков и записей, входящих в «Чукоккалу», сделано непосредственно в доме Чуковского. Но иногда, если тому случалось где-нибудь встретиться с интересным человеком, он предлагал ему просто чистый листок, а затем вклеивал этот листок в альманах. Постепенно «Чукоккала», которая была вначале «тощей тетрадкой, наскоро сшитой из нескольких случайных листков», превратилась в «объёмистый том в 632 страницы с четырьмя филиалами».
В 1941 году альманах едва не погиб: срочно эвакуируясь из Переделкина, Чуковский был вынужден закопать бесценную тетрадь в лесу. Но эвакуацию отложили на день, и он, вернувшись в Переделкино, заглянул в дом к соседскому сторожу. Там он и обнаружил растерзанную «Чукоккалу»: по всей видимости, сторож подсмотрел, как Чуковский закапывал под берёзой какой-то свёрток и решил, что внутри драгоценности. В поисках спрятанных денег он оторвал от тетради переплёт и разобрал её по листочку.

## История публикации
В 1964 году внучка Корнея Чуковского Елена взялась за подготовку альманаха к печати. Она перепечатала «Чукоккалу» на машинке, сделала первые фотографии её страниц и составила именной указатель. Сам Корней Иванович снабдил книгу подробным комментарием и написал эссе и статьи о её авторах. Предисловие к книге написал Ираклий Андроников. Но запланированное на 1965 издание так и не вышло по идеологическим соображениям: слишком много на его страницах было «нежелательных» имён. В переписке с одним из своих читателей Чуковский с удивительной точностью предсказал дату, когда публикация наконец состоялась — 1979 г. — но сам он до этой даты не дожил. Е. Ц. Чуковская в своём «Мемуаре о „Чукоккале“» отмечает интересный факт: «Чукоккала» вышла точно к 1 апреля, то есть ко дню рождения Чуковского.
На 2015 г. существует четыре издания «Чукоккалы»:
- Первое (1979 г., издательство «Искусство») существенно пострадало от цензуры и самоцензуры, так как многие страницы Чуковский просто не включил в него, зная, что их не напечатают[6]. Так, в издание не вошли стихотворения Зинаиды Гиппиус и Владимира Набокова, две записи Александра Блока, стихи, рисунки и буриме самого Чуковского. Кроме того, часть материалов были изъяты при публикации[6]. В частности, были сняты все автографы Николая Гумилёва и статья Чуковского о нём.
- Второе издание вышло в 1999 г. в издательстве «Премьера» и содержало все без исключения страницы рукописного альманаха. Однако и его нельзя считать исчерпывающе полным: по изначальному замыслу, планировалось издать два тома: первый должен был выйти в виде факсимильного альбома; во второй должны были войти тексты автографов, набранные типографским шрифтом, и комментарии к ним. Однако из-за издательских трудностей был выпущен только второй, поясняющий том альманаха, а первый так и не увидел свет[6].
- В 2003 г. издательство «Терра» выпустило оба тома, но ограниченным тиражом, только для членов книжного клуба «Monplaisir». Это издание давало ясное представление о страницах рукописной «Чукоккалы», но не соответствовало её формату, а подача материала отличалась от той, которую планировал сам Чуковский[6].
- И, наконец, в 2006 г. издательство «Русский путь» опубликовало «Чукоккалу» без купюр, построенную согласно первоначальному замыслу её создателя. В это издание вошли все страницы рукописного альманаха в соответствующем формате, дополнительные документы, которые Чуковский счёл необходимым присоединить к альманаху, а также его комментарий в оригинальной редакции[6].

## Отзывы критиков
<…> личность самого составителя, его талант литературный и человеческий, его выдающееся положение в литературе XX века в сочетании с этим множеством великолепных имен — авторов и художников, создававших «Чукоккалу»,— делают её уникальной. Решительно альбомов других, подобных «Чукоккале», нет! Столь богатых по именам и по множеству дарований альбомов, таких необыкновенно разнообразных, иллюстрированных, долголетних — шутка сказать, полстолетия, — нет, таких просто не существует!— И. Андроников, из предисловия к «Чукоккале»

Все в этой книге прекрасно — и рисунки, и словесные тексты; вся шуточная и серьезная «злоба дня» и комментарии Корнея Ивановича, который сумел даже то, что само по себе имело бы только преходящую ценность, превратить в факт неофициальной, я бы сказал интимной истории русского искусства нашего века.— Мирослав Дрозда, профессор-славист

Книга производит ошеломляющее впечатление. Ошеломляет в книге её, так сказать, тотальная необычность. В ней необычно всё: жанр, содержание, оформление. Она опрокидывает все привычные читательские установки, любое ожидание: альбом репродукций? научное издание текстов? сборник юмора и сатиры? Не нужно быть профессиональным книговедом, чтобы оценить размер и качество небывалости этой книги: она просто уникальна.— М.С. Петровский, литературный критик

## Память
- В память о Корнее Чуковском (как указано в заявке автора открытия на присвоение имени малой планете), по названию альбома «Чукоккала», получил имя астероид (3094) Chukokkala, открытый 23 марта 1979 года Н. С. Черных в Крымской астрофизической обсерватории, название присвоено 11 июля 1987 года[9][10]. Это редкий, если не единственный случай, когда малая планета получила имя по названию книги[11].